# Staatliche Majolika Manufaktur Karlsruhe

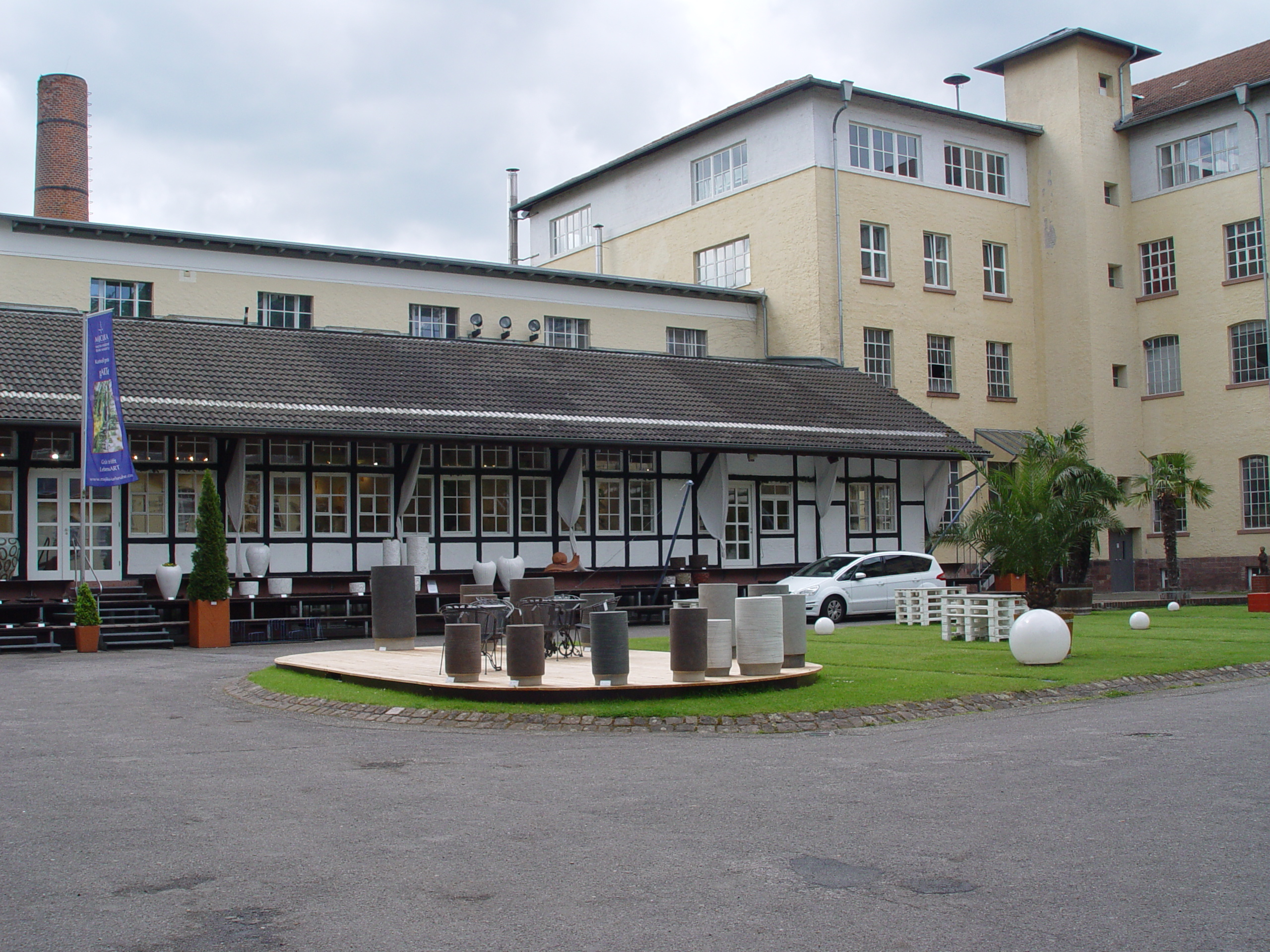
Innenhof

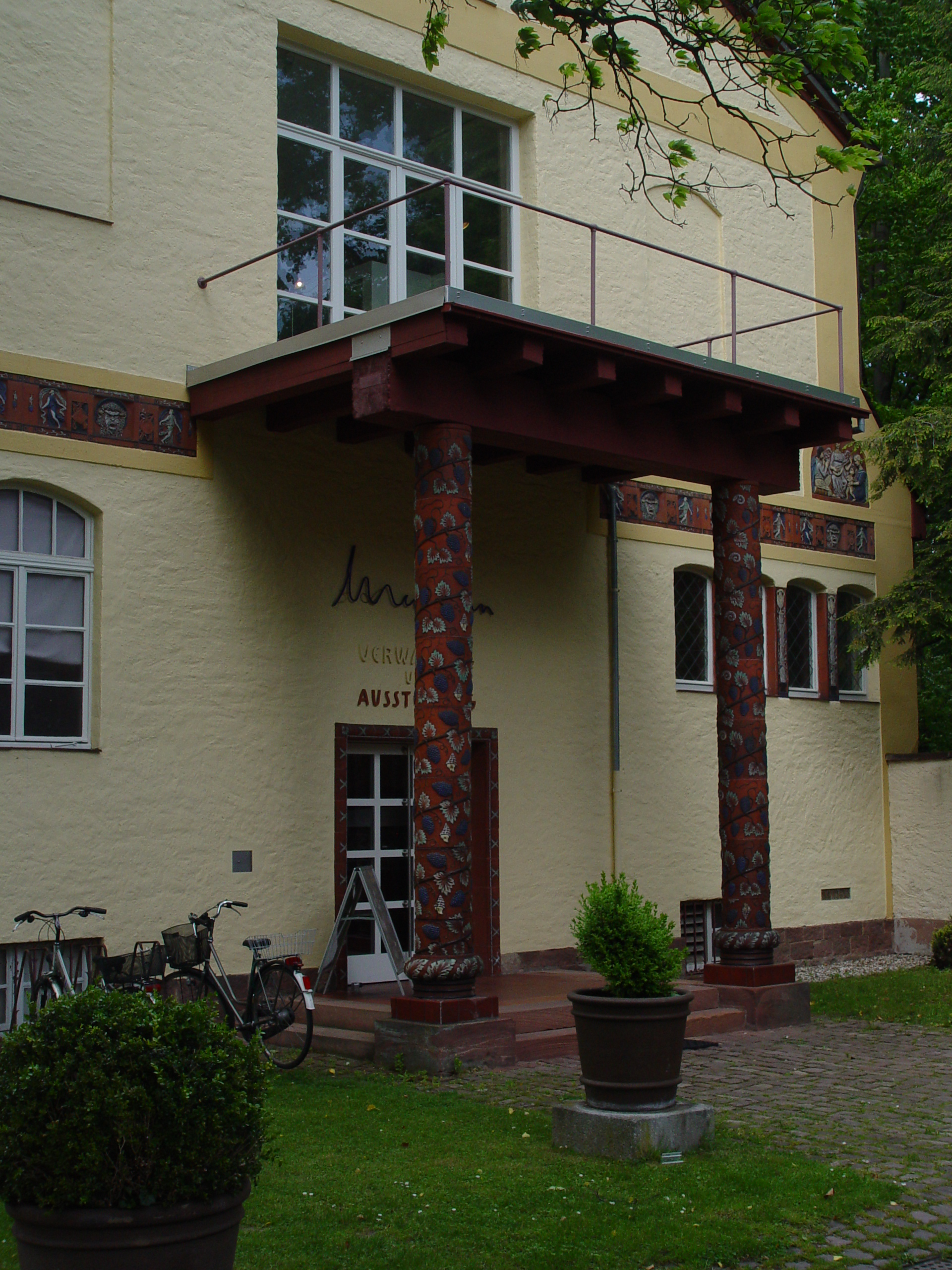
Museumseingang

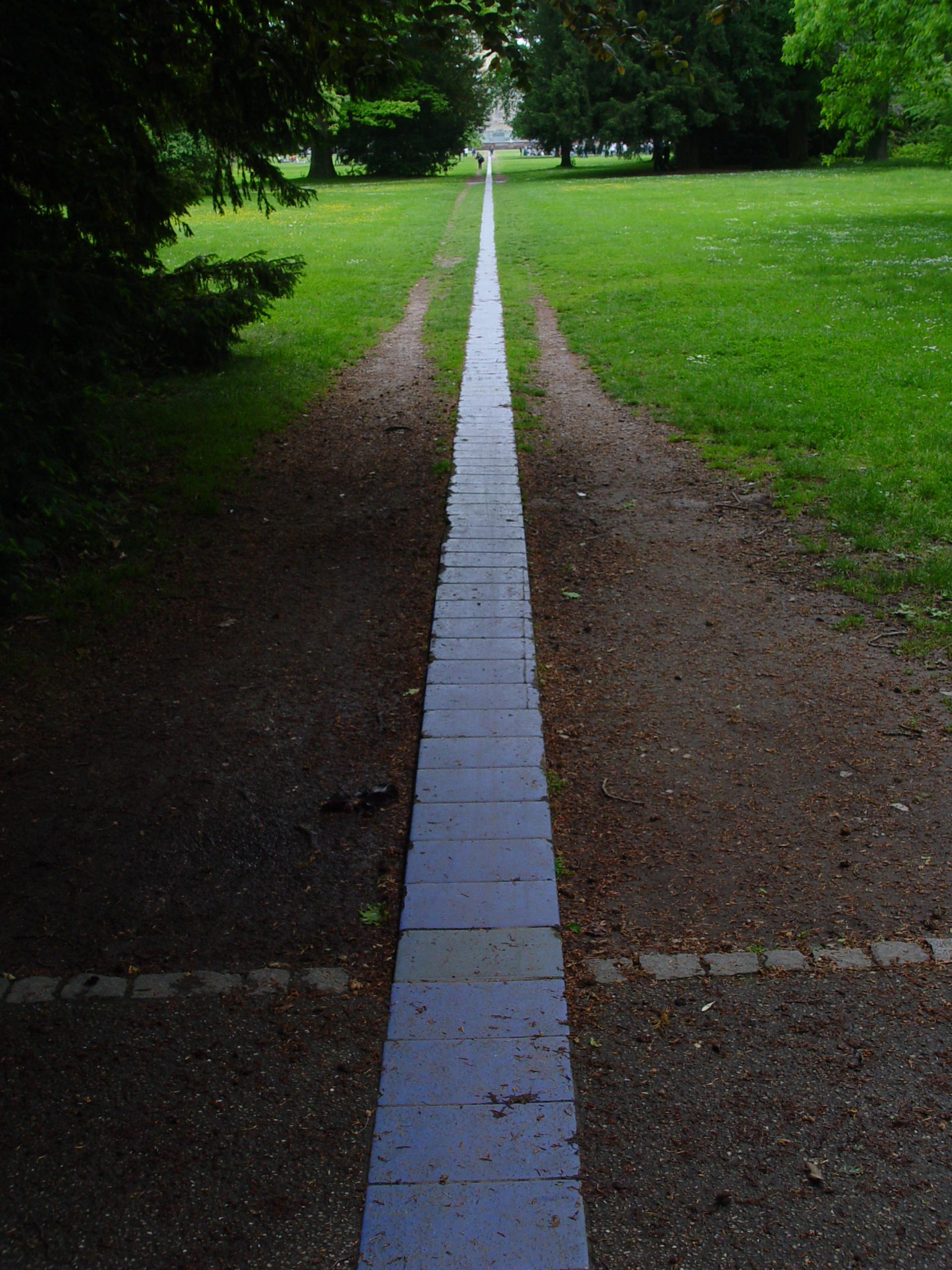
Blauer Strahl durch den Karlsruher Schlossgarten

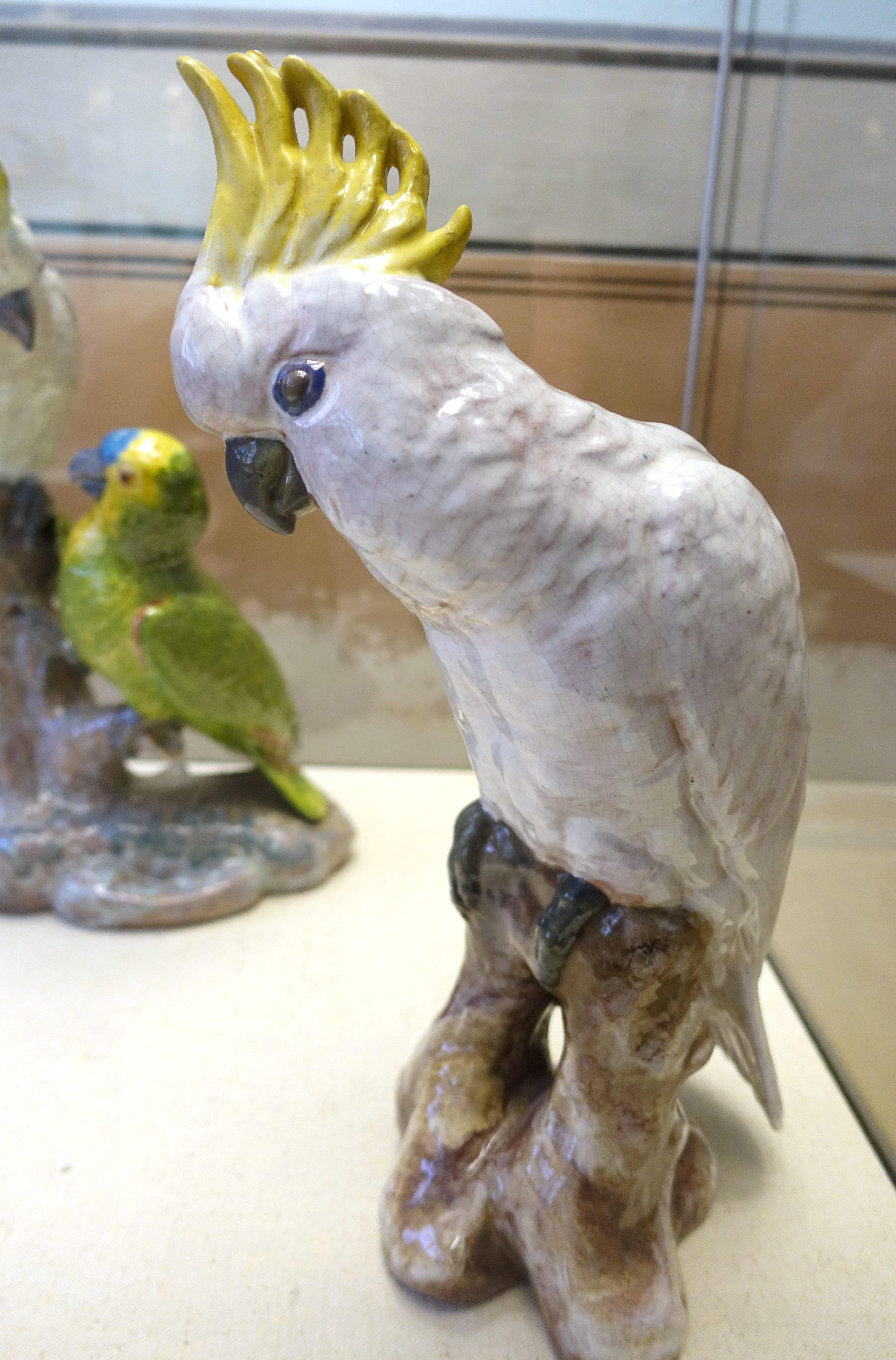
Kakadu von Emil Pottner, Keramik-Museum Berlin

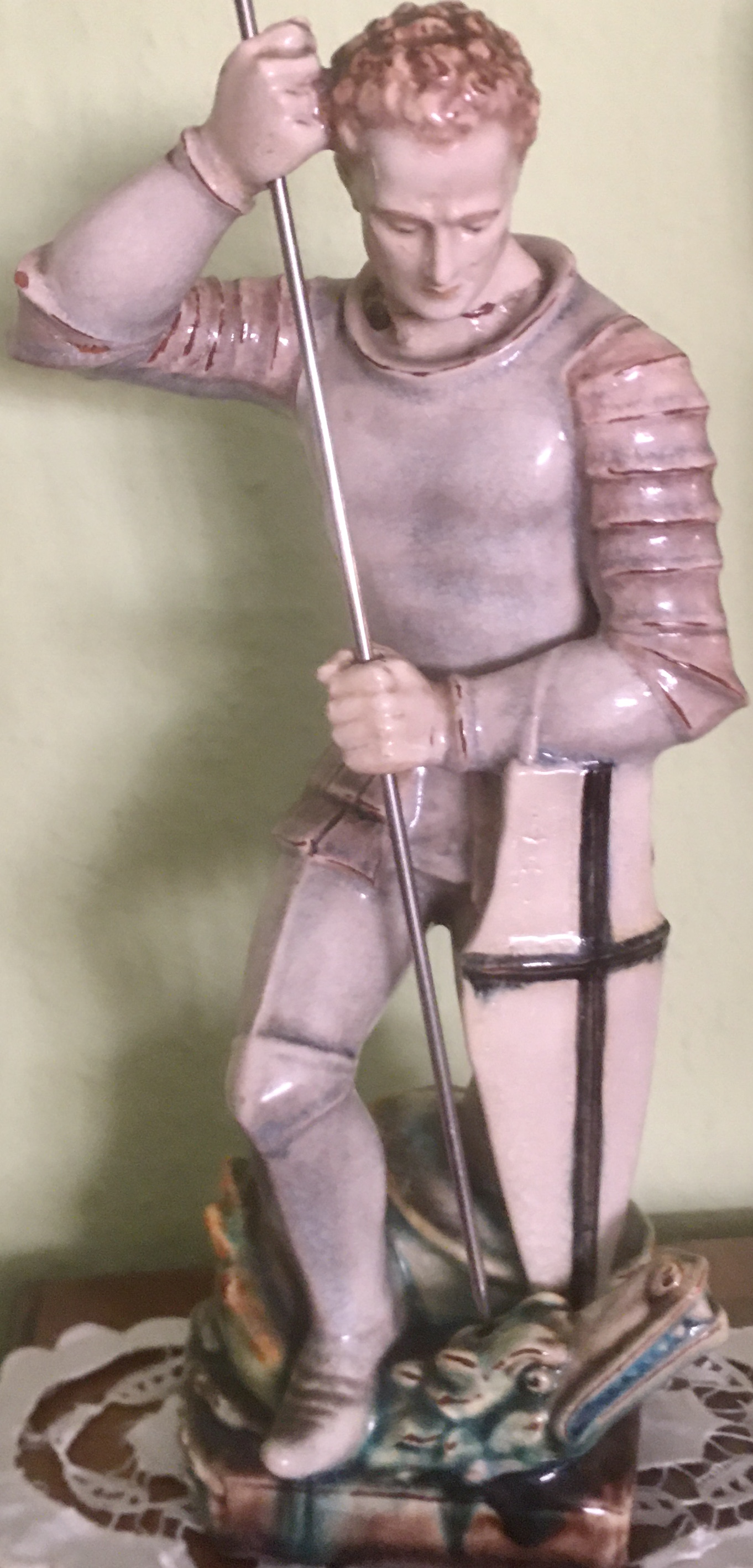
Siegfried und Drache von Max Heinze, Nr. 4591

Die Staatliche Majolika Manufaktur Karlsruhe GmbH war ein Hersteller von Keramikwaren (unter anderem Majolika) aus Karlsruhe.

## Geschichte
Die Manufaktur wurde als Großherzogliche Majolika-Manufaktur von Großherzog Friedrich I. von Baden auf Empfehlung der beiden Maler und Grafiker Hans Thoma und Wilhelm Süs gegründet. Der Architekt Friedrich Ratzel wurde mit dem Entwurf eines geeigneten Gebäudes auf einem staatlichen Grundstück an der Hoffstraße in der Karlsruher Weststadt beauftragt. Im Jahr 1901 konnte das fertiggestellte Gebäude als Keramische Künstlerwerkstätte an den ersten Direktor und künstlerischen Leiter der Manufaktur, Wilhelm Süs, übergeben werden.

„Es ist eine Werkstätte, die in einem Villenviertel liegt; daraus, sowie aus der Eigenartigkeit des Unternehmens an sich ergaben sich eine Reihe Gesichtspunkte für die künstlerische Gestaltung des Äußeren. So liegt der Arbeitshof nach rückwärts und ist auf Kellersohle gelegt, sodaß die unteren Räume gleichzeitig noch Licht erhalten. Die Einteilung der Räume erfolgte derart, daß im Untergeschoß die Räume für den technischen Betrieb mit einem großen Brenn- und einem Muffelofen angeordnet wurden. Im Erdgeschoß liegen Ateliers und Malerräume, im Obergeschoß weitere Arbeits- und Trockenräume. Der Aufbau besteht aus Backsteinmauerwerk, welches verputzt und weiß gestrichen wurde. Die sparsam zur Anwendung gelangten Architekturteile wurden aus hellem Sandstein erstellt, das Dach als rotes Ziegeldach eingedeckt. Die Eckquader sind grau gemalt, das Holzwerk ist ockergelb gestrichen. Den Hauptschmuck des Äußeren bilden Fliesenornamente, die in der Anstalt hergestellt wurden. Die Färbung der Fliesen ist vorherrschend blau mit grün und gelb; die rote Farbe ist am Hause nur beim Dach verwendet, sonst vermieden.“

Nach anfänglichen wirtschaftlichen Schwierigkeiten sah man bald die Chance, eine Serienproduktion aufzunehmen. Für einen derart ausgeweiteten Betrieb waren die Räume im Bau an der Hoffstraße jedoch nicht ausreichend. So entstand 1908 im Schlossgarten ein Neubau nach Entwurf der Architekten Pfeifer und Großmann auf einem Grundstück, dass auch Platz für bereits 1911–1915 ausgeführte Erweiterungsbauten bot. Die Manufaktur hatte im Jahr 1915 bereits 150 Angestellte. Zu einer ausgesprochenen Blütezeit kam sie unter der Leitung von Nicola Moufang, der von 1921 bis 1925 ihr Direktor war.
Im Jahr 1999 erwarb die Landesbank Baden-Württemberg die Manufaktur. Im Zuge der Finanzkrise im Jahre 2010 veräußerte die Landesbank jedoch die Majolika an die Stadt Karlsruhe. Diese überführte das Unternehmen in die dazu 2011 neu gegründete Majolika-Stiftung.
Der Betrieb wurde am 31. Mai 2024 geschlossen.

## Bekannte Werke
Seit dem Jahr 2001 führt der „Blaue Strahl“ aus 1.645 blauen Majolika-Fliesen ausgehend vom Schlossturm des Karlsruher Schlosses quer durch den Schlossgarten zum Gebäude der Manufaktur. Der Blaue Strahl wurde anlässlich des 100-jährigen Bestehens der Manufaktur angelegt. Auf dem Gelände der Manufaktur befindet sich auch ein Keramikmuseum, welches eine Zweigstelle des Badischen Landesmuseums ist.
In der über hundertjährigen Tradition des Unternehmens waren verschiedene nationale und internationale Künstler gestalterisch für die Majolika tätig. Zu diesen gehörten in der Anfangszeit Max Laeuger, Max Heinze, Bruno Paul, Käthe Roman-Försterling und Ludwig König sowie in den Folgejahren Martha Katzer und Gerda Conitz, Gretel Schulte-Hostedde, Erwin Spuler, Walter Bosse, Eva Fritz-Lindner und Friedegard Glatzle. Später arbeiteten auch moderne Künstlerinnen und Künstler wie Elvira Bach, Lambert Maria Wintersberger, Herrmann Weber, Harald Häuser, Emil Wachter, Isa Dahl, Raymond E. Waydelich, Uwe Lindau, Nobert Prangenberg, Hans Peter Reuter, Khaled Ben Slimane, Melanie Richter sowie die Designer Hans Theo Baumann und Luigi Colani für das Unternehmen.
Aus der Majolika-Manufaktur stammen die Skulpturen, die beim Deutschen Medienpreis verliehen werden. Auch der Medienpreis Bambi war ursprünglich eine Keramikfigur aus der Manufaktur. Die „Laemmle“-Skulptur des Carl Laemmle Produzentenpreises, mit dem jährlich in der Carl-Laemmle-Geburtsstadt Laupheim eine herausragende Filmproduzentenpersönlichkeit ausgezeichnet wird, stammt ebenso aus der Majolika Manufaktur.
14 großformatige Keramikplatten des Kunstprojektes Genesis – Sieben Tage des Herrn von Markus Lüpertz für die Haltestellen im Karlsruher Stadtbahntunnel, die zunächst mit der Majolika Manufaktur entstehen sollten, werden nun in der Zeller Keramik Manufaktur entstehen, wie der Verein „Karlsruhe Kunst Erfahren“ im November 2020 mitteilte.